# Fuscher Ache
La Fuscher Ache est une rivière autrichienne tributaire de la Salzach en rive droite.

## Géographie
Elle prend sa source près de la Haute route alpine du Grossglockner à près de 2 500 m d'altitude, dans le District de Zell am See dans le land de Salzbourg.
Elle coule du sud vers le nord à travers la vallée du même nom et traverse le petit village de Fusch an der Großglocknerstraße. Elle constitue un réservoir d'eau potable pour le village. Elle est peuplée de truites et d'ombre communs.
Après un parcours de 28 km, elle se jette dans la Salzach près de Krössenbach, un village de la localité de Bruck an der Großglocknerstraße.

## Source
- (en) Cet article est partiellement ou en totalité issu de l’article de Wikipédia en anglais intitulé « Fuscher Ache » (voir la liste des auteurs).